# Pieter Mertens
Pieter Mertens (født 28. august 1980) er en tidligere belgisk professionel cykelrytter, som cyklede for det professionelle cykelhold Predictor-Lotto.